# Французько-іранські відносини
Французько-іранські відносини — відносини між Францією та Іраном . Іран, як правило, користувався дружніми стосунками з Францією ще з середньовіччя. Подорожі Жана-Батиста Таверньє особливо добре відомі про Сафавідовий Іран. У Франції є посольство в Тегерані, а Ірану — в Парижі .
Однак останнім часом відносини зірвалися через відмову Ірану припинити збагачення урану, а Франція підтримала направлення Ірану до Ради Безпеки ООН .

## Ера Сафавіда

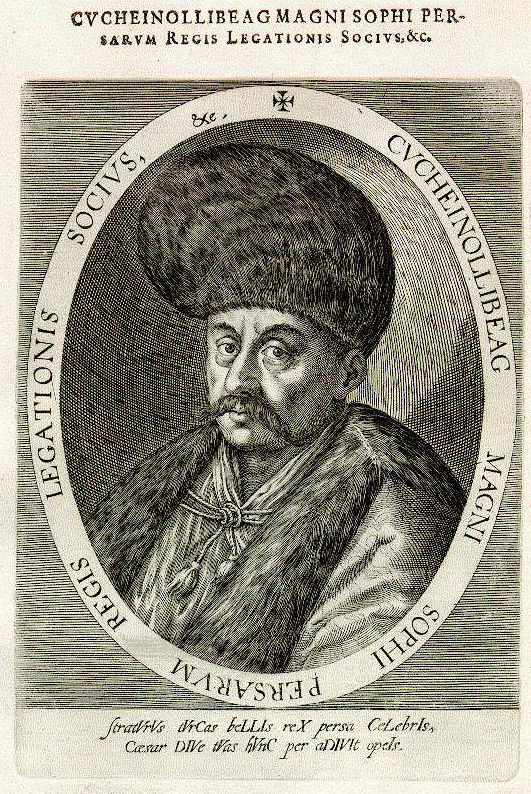
Посол Персії Хоссейн Алі Бег. Перси відправили посольства до Європи ще в 1599 році, але уникали Франції, союзника Османської імперії

У 16-17 століттях Персія намагалася отримати підтримку серед європейських народів проти експансіонізму Португальської та сусідньої Османської імперії. Оскільки Франція була пов'язана з османським союзом, однак посольства Персії в Європі 1599—1602 рр. Та посольства Персії в Європі 1609—1615 рр. уникали Франції. Однак місія капуцинів була створена в Іспахані під Пасіфікою де Провінс у 1627 році.

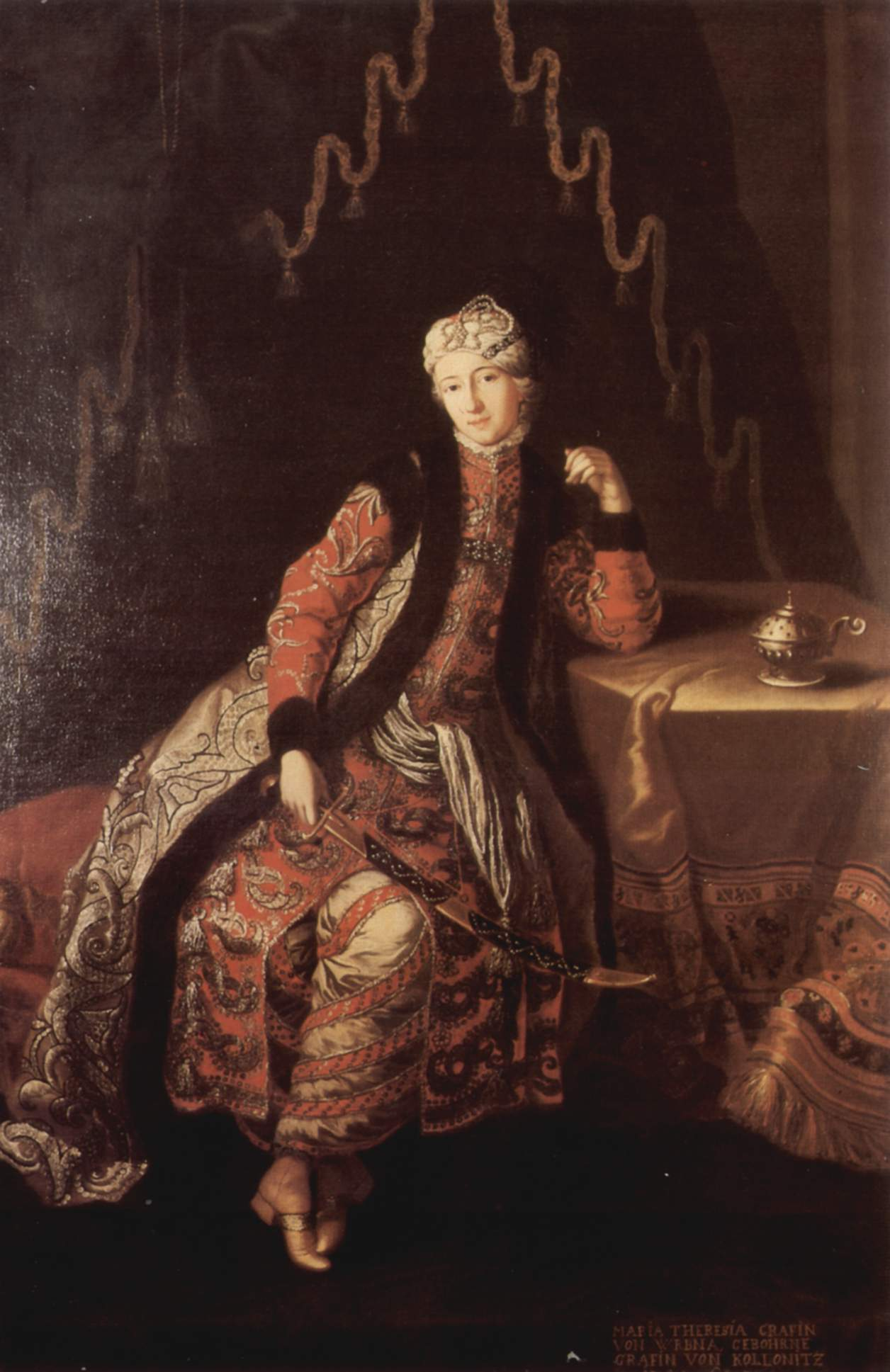
Портрет Жана-Батиста Таверньє Ніколя де Ларгільєра (бл. 1700).

Однак торгові контакти існували, і французький торговець Жан-Батіст Таверньє (1605—1689), як відомо, був аж до Іспахану близько 1632 року.
Відносини набули офіційного повороту за Людовика XIV та Кольберта, коли Колберт у 1664 р. заснував Французьку Східно-Індійську компанію, а згодом попросив Лалейна та Лабулей поїхати до Іспахану для просування французьких інтересів у Персії. Шах вітав їх, оскільки він був радий, що йому дали можливість врівноважити англійський та голландський вплив у його країні. Він забезпечив трирічне звільнення від мита і надав Франції ті ж привілеї, що й інші країни. Далі, торговий пост був наданий Франції у Бандар-Аббасі .
Інший французький торговець Жан Шарден (1643—1715) відвідав Персію і отримав заступництво монарха Сафавіда Шаха Аббаса II та його сина Шаха Сулеймана I. Шарден повернувся до Франції у 1670 році. Наступного року він опублікував виклад Le Couronnement de Soleïmaan (англійський переклад: Коронація Шаха Солеймана). Він знову відвідав Персію між 1673 і 1680 роками.

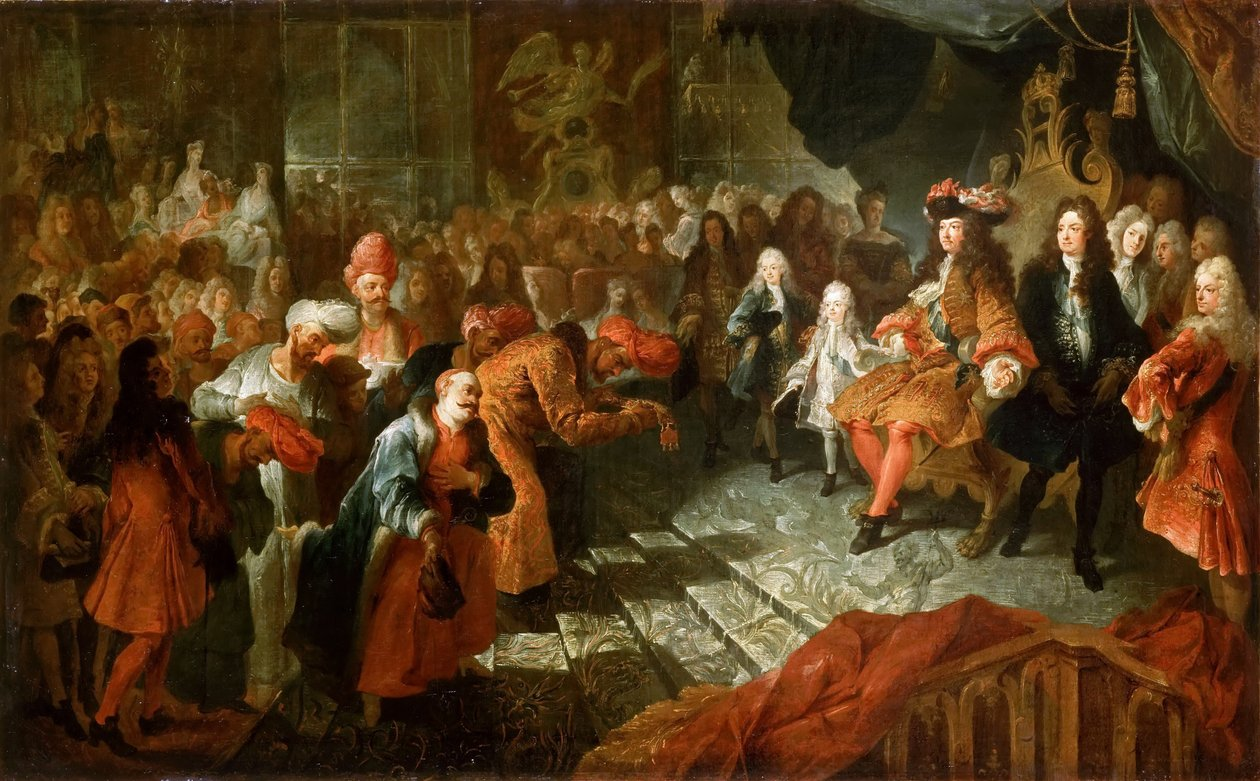
Посольство Персії в Людовіка XIV. Ambassade de Persie auprès de Louis XIV, студія Антуана Койпеля, c. 1715 рік

Продовжувались численні торгові контакти між Персією (сучасний Іран) та Францією. У 1705 р. Людовик XIV послав Надзвичайного Посла в особі Жана-Батиста Фабре, що супроводжував вечірку, включаючи Жак Руссо, дядька Жана-Жак Руссо та жінку на ім'я Марі Петі, яка, мабуть, володіла ігровим будинком, ймовірно також брат, в Парижі. Фабр загинув у Персії, але переговори взяв на себе П'єр-Віктор Мішель, що призвело до значною мірою неефективності, підписаної у вересні 1708 р. До цього він мав відмовитися від Марі Петі, яка «від імені принцес Франції» намагалася переконати шаха визнати її єдиним законним представником Франції.
Бажаючи посилити обмін, в 1715 р. Шах направив посольство на чолі з перським посольством Мохаммада Реза Бега до Людовіка XIV . Посольство відвідало короля Людовіка XIV і отримало новий договір про союз, підписаний у Версалі 13 серпня 1715 року. Потім контакт був перерваний падінням Імперії Сафавідів у 1722 році та подальшими неприємностями, аж до кінця століття.
Вражений перськими візитами, французький автор Монтеск'є написав вигаданий сюжет про Персію — « Леттрі» у 1721 році.

## Каджар Ера

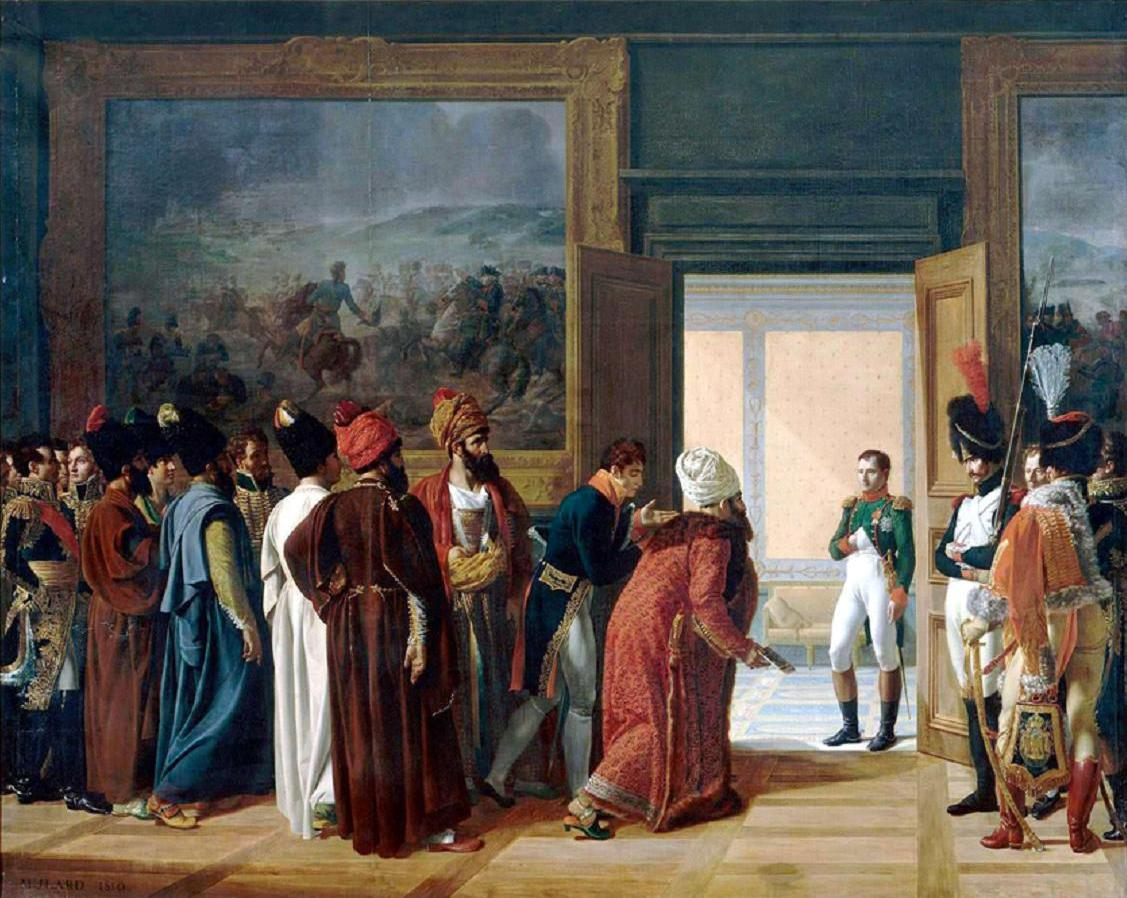
Перська посланниця Мірза Мухаммед Реза-Казвіні про зустріч з Наполеоном I в замку Фінкенштейн, 27 квітня 1807 р. Франсуа Мулардом.

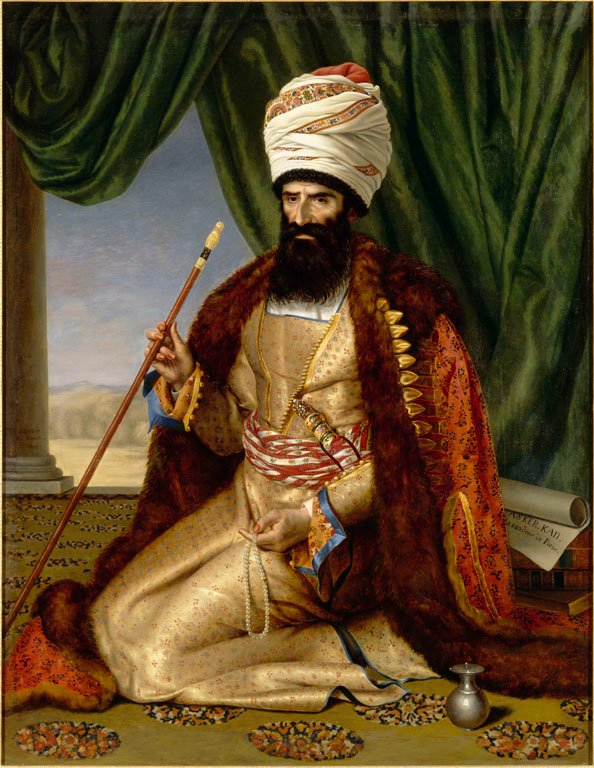
Посол Персії Аскар Хан Афшар у Парижі з липня 1808 по квітень 1810 року мадам Вавін.

Спроби відновити контакт були здійснені після французької революції, оскільки Франція вступала в конфлікт з Росією і хотіла знайти союзника проти цієї країни. У 1796 році два вчені Жан-Гійом Брюг'єр та Гійом Антуан Олів'є були направлені в Персію Директорією, але не змогли отримати угоду.
На короткий період утворився франко-перський союз між Французькою імперією Наполеона I та Перською імперією Фат Алі Шаха проти Росії та Великої Британії між 1807 і 1809 роками. Альянс був частиною плану Наполеона створити ще один фронт на південних кордонах Росії, оскільки Іран та Росія безпосередньо межували між собою там, у Кавказькому регіоні. Крім того, іранський король був залучений до територіальної суперечки з російським царем після анексії Грузії, яка з середини 16 століття переривчасто входила до Ірану. Альянс розв'язався, коли нарешті Франція союзувалася з Росією і зосередила свою увагу на європейських кампаніях, і відмовилася від підтримки під час російсько-перської війни (1804—1813), що врешті-решт перетворилося на поразку Ірану та величезні безповоротні територіальні втрати, що складають сучасні день Грузія, Дагестан та більшість сучасної Азербайджанської Республіки.
Дипломатичні відносини з Францією відновилися в 1839 році після суперечки між Великою Британією та Персією щодо іранського міста Герат. Велика Британія вивела свої військові та дипломатичні представництва з Персії, окупувала острів Харг та напала на Бушер . Мохаммед Шах Каджар, в свою чергу, відновив дипломатичні відносини з Францією та направив дипломатичну місію в Луї-Філіпп при Мірзі Хоссейн Хан для отримання військової допомоги. У відповідь група французьких офіцерів була відряджена до Персії з послом, що повернувся.

## Пахлаві Ера
Франція тісно співпрацювала з Іраном в епоху Пахлаві, особливо з численними контрактами, пов'язаними з громадськими роботами.

## Ісламська Республіка Іран

### Ядерна програма
Після ісламської революції 1979 р. Франція відмовилася продовжувати забезпечувати Іран збагаченим ураном, необхідним для своєї ядерної програми . Тегеран також не отримав інвестицій від акціонерного товариства " Євродіф ", утвореного у 1973 році Францією, Бельгією, Іспанією та Швецією. У 1975 р. 10-відсоткова частка Швеції в Євродіфі перейшла до Ірану в результаті домовленостей   між Францією та Іраном. Французька державна дочірня компанія Cogéma і Тегеран створили фірму Sofidif (Société Franco-iranienne pour l'enrichissement de l'uranium par diusion dize gazeuse) фірму з 60 % і 40 % акцій відповідно. У свою чергу, Софідіф придбав 25 % частки в EURODIF, що дало Ірану 10 % частку Євродіф. Реза Шах Пахлаві позичив 1 мільярд доларів (і ще 180 мільйонів доларів у 1977 році) на будівництво заводу «Євродіф», щоб мати право придбати 10 % продукції сайту.
У 1986 році вбивство менеджера «Євродіфу» Жоржа Бессе ; діяння нібито заявляли ліві бойовики з Action Directe . Однак вони заперечували будь-яку відповідальність під час судового розгляду. У своєму розслідуванні La République atomique, Франція-Іран le pacte nucléaire, Девід Кар-Браун та Домінік Лоренц вказали на відповідальність іранських спецслужб. Вони також заявили, що французький скандал із заручниками пов'язаний з іранським шантажем. Нарешті у 1991 році було досягнуто домовленості: Франція повернула понад 1,6 мільярда доларів. Іран залишався акціонером Eurodif через Sofidif, акціонера франко-іранського консорціуму, до 25 % Eurodif. Однак Іран утримався просити вироблений уран.

### Ірансько-Іракська війна (1980—1988)
Крім того, зі США та іншими країнами Франція підтримала Саддама Хуссейна у війні проти Ірану (1980—1988). Повітряні сили Саддама включали десятки Dassault Mirage F1s, Dassault-Breguet Super Étendards та Aérospatiale Gazelles, серед іншого озброєння. Закупівлі іракських військових у Франції в 1985 р. Склали 5,5 млрд. Дол. США, що змусило сенатора США Теда Стівенса з Аляски та голови Комітету з питань присвоєнь Сенату США оголосити продаж Франції військової техніки Іраку «міжнародною зрадою».
Насправді саме Жак Ширак допоміг продати Саддаму два ядерні реактори, які запустили Багдад на шлях до забезпечення ядерної зброї. До 2000 року Франція стала найбільшим постачальником Іраку військового та подвійного обладнання, за словами старшого члена Конгресу, який, як повідомляється, відмовився від ідентифікації.
Однак члени МЕК були швидко звільнені, у французькій акції проти Національної ради опору Ірану (NCRI) звинувачувались у частині переговорів між Парижем та Тегераном щодо ядерної програми та, можливо, також деяких ділових угод. МЕК стверджує, що через три роки у файлах немає нічого, що б позначало НРЗІ.

## Економічні відносини
З 6,25 % частки ринку в експорті до Ірану у 2005 році Франція була шостим провідним постачальником Ірану.  Іран є 27-м замовником Франції (третім лідером на Близькому Сході). П'ятдесят п'ять відсотків французького експорту зосереджено в автомобільній галузі. Французькі компанії також дуже активно працюють у нафтовій промисловості, залізничному та морському транспорті та фінансовому секторі. Переважає в імпорті з Ірану — це сира нафта . Загалом 3 % імпорту вуглеводнів Франції припадає на Іран. Взаємна угода, що захищає та заохочує інвестиції, підписана делегатом міністра зовнішньої торгівлі Франції 12 травня 2003 року в Тегерані, набула чинності 13 листопада 2004 року. Міністр торгівлі Ірану пан Мухаммед Шаріат-Мадарі прибув з офіційним візитом до Франції з 20 по 23 січня 2004 року. Держсекретар Франції з питань транспорту та моря Франсуа Гуляр виїхав до Ірану 20 червня 2004 року з нагоди відновлення рейсів Air France Париж-Тегеран. Франція та її європейські партнери підкреслили для Ірану перспективні перспективи, які будуть наслідком переговорного рішення. Однак, станом на сьогодні, загострення ядерної кризи може завдати шкоди економічному співробітництву Франції з Іраном у довгостроковій перспективі.
Співпраця IKCO з французьким Peugeot починається понад два десятиліття тому, і сім різних моделей Peugeot складали близько 64 відсотків від загальної кількості 542 000 легкових автомобілів і пікапів, вироблених IKCO в 2007 році. IKCO та друга за величиною іранська автомобільна компанія Saipa виробляють Logan у спільному підприємстві з французьким Renault .

## Дипломатичні відносини
Останні двосторонні візити політичних лідерів відбулися протягом першої половини 2005 року:
- Президент Хатамі зустрівся з Президентом Франції в Парижі 5 квітня 2005 року в кулі конференції в ЮНЕСКО, де він виступив з промовою про діалог між цивілізаціями. Міністр прийняв свого іранського колегу пана Камала Харазі, який супроводжував президента Ірану.
- Пан Ксав'є Даркос, міністр-делегат з питань співробітництва, розвитку та франкофонії, поїхав до Тегерану та Бам 22-23 травня 2005 року.

Президент Франції рішуче засудив заяви Президента Ірану про знищення Ізраїлю та заперечення нацистського геноциду. 27 жовтня 2005 року посол Ірану був викликаний в Міністерство закордонних справ. Французький уряд висловив стурбованість уряду Ірану щодо ситуації з правами людини в Ірані. 12 грудня 2005 року Прем'єр-міністр присудив Французьку премію з прав людини дружині Емадеддіна Бакі, іранського дисидента, який бореться за права в'язнів і проти смертної кари в Ірані. У контексті своєї політики підтримки захисників прав людини в серпні 2005 року Міністерство закордонних справ викликало до Парижу тимчасовий повірений у Парижі, щоб висловити свою стурбованість щодо долі журналіста Акбара Гандзі та його адвоката, пана Солтані (який у грудні 2003 року від імені Центру захисту прав людини був удостоєний Французької премії з прав людини, Президентом якої є пані Ширін Ебаді, лауреат Нобелівської премії миру).
Посол Ірану в Парижі, Садег Харазі, припинив свою посаду 22 листопада 2005 року. Його наступник Алі Ахані в даний час є новим послом при президенті Ахмадінежада і далі.
Франко-іранські відносини в останні роки охололи. Деякі керівники MKO були допущені до Франції, і вони активно проводили агітацію проти ісламського режиму. З моменту обрання президентом Ахмадінежада у 2005 році відносини стали більш суперечливими. У січні 2007 року Жак Ширак попередив в інтерв'ю, що «якщо Іран буде запустити ядерну зброю проти такої країни, як Ізраїль, це призведе до негайного знищення Тегерану», але він швидко відмовився від своїх коментарів. У 2009 році переобрання Ахмадінежада Франція підтримала опозиційних кандидатів, які програли вибори. Іранський кінорежисер Мохсен Махмальбаф проживав у Франції під час перебігу виборів у 2009 році і поширював антиурядову пропаганду та пропагував революцію «Зелений оксамит». Також Іран звинуватив посольство Франції у тому, що він брав участь у розпалюванні протесту після виборів через своїх співробітників посольства в Тегерані.
Наприкінці серпня 2010 року іранський щоденний журнал «Кайхан» назвав першу леді Франції Карлу Бруні-Саркозі «повією» після того, як вона у відкритому листі разом із кількома французькими знаменитостями засудила покарання проти каменя проти Сакінеха Мохаммаді Аштіані . Пізніше газета також закликала засудити Бруні за підтримку Сакіне Аштіані, а також за те, що в документі описано як моральну корупцію Бруні та сама позашлюбна справа. Незважаючи на те, що Кайхан є документом, який фінансується державою, і він продовжував свою боротьбу проти Бруні разом з іншими іранськими ЗМІ, іранські чиновники намагалися дистанціюватися від цієї жорстокої позиції, тоді як речник міністерства закордонних справ Франції критикував коментарі як " неприйнятний '. Інцидент швидко знайшов шлях до внутрішньої політики Ірану.
10 квітня 2019 року президент Ірану Хассан Рухані в телефонній розмові з президентом Франції Еммануелем Макроном назвав розміщення Іранського ісламського революційного гвардійського корпусу (IRGC) в міжнародних терористичних організаціях США як дуже провокаційний.

## Культурні, науково-технічні зв'язки
Відносини співпраці регулюються в контексті загальної угоди від 14 вересня 1993 року та культурної угоди 31 січня 1999 року. Встановлено чотири пріоритети:
- Сприяння партнерству між університетами та підвищення кваліфікації французької мови. Франція — шоста провідна країна за розміщенням іранських вчених. Дії, що підтримують співпрацю університетів, що проводяться посольством у Тегерані (прийом та керівництво студентами, вдосконалення мовних навичок, надання можливостей для спілкування з колишніми вченими), мають бути об'єднані в центр для університетської інформації та обміну.
- Збільшена французька освіта в середній та вищій освіті Ірану. Осінь 2003 року кілька державних середніх шкіл Ірану пропонували заняття французькою мовою.
- Багато запозичили слів з французької мови
- Сприяння науковому партнерству (сейсмологія, біологія, екологічні науки, містобудування, гуманітарні та соціальні науки, ветеринарна медицина) відповідно до правил пильності та іранського співфінансування. Дворічна комплексна програма дій (під назвою «Гундішапур») закінчилася в липні 2004 року.
- Двонаправлений розвиток у культурному діалозі. Посольство надає послуги волонтерського перекладу та публікації та організовує культурні та наукові заходи. Французький науково-дослідний інститут в Ірані — єдиний закордонний науково-дослідний центр, який має право брати участь у поширенні інформації про іранську культуру .

## Опитування
За даними опитування Всесвітньої служби BBC 2012 року, лише 7 % французів сприймають вплив Ірану позитивно, 82 % — висловлюють негативну точку зору. Згідно з опитуванням глобального світогляду Pew у 2012 році, 14 % французів сприймали Іран прихильно, порівняно з 86 %, які сприймали його негативно; 96 % французів висловлюються проти придбання ядерної зброї іранцями, а 74 % схвалюють «жорсткіші санкції» щодо Ірану, тоді як 51 % підтримують використання військової сили для запобігання Ірану розробки ядерної зброї.
Імпорт Франції з Ірану за перші дев'ять місяців 2016 року демонструє 34-кратне зростання порівняно з відповідним періодом 2015 року. Про це повідомило державне агентство новин Tasnim 10 грудня 2016 року.